# Група уједињених нација за помоћ у транзицији
Група Уједињених нација за помоћ у транзицији (UNTAG) била је мировна снага Уједињених нација (УН) која је распоређена од априла 1989. до марта 1990. године у Намибији како би надгледали мировни процес и тамошње изборе. Намибија је била окупирана од стране Јужне Африке од 1915. године, прво под мандатом Лиге народа, а касније илегално. Од 1966. године, јужноафричке снаге су се бориле против побуне народне ослободилачке војске Намибије (PLAN), војног крила намибијско-националистичке организације Југозападне Африке (SWAPO). Савет безбедности УН-а усвојило је 1978. године Резолуцију 435, која је одредила план за изборе које проводи Јужна Африка, али под надзором и контролом УН-а након прекида ватре. Само су 1988. године две стране биле у стању да пристану на прекид ватре. Пошто је UNTAG почео да распоређује мировне снаге, војне посматраче, полицију и политичке раднике, непријатељства су накратко обновљена на дан када је требало да почне процес транзиције. Након нове рунде преговора, одређен је други датум и озбиљно је започео изборни процес. Избори за уставну скупштину одржани су у новембру 1989. године. Били су мирни и проглашени слободним и поштеним; SWAPO је освојио већину места. Нови устав је усвојен четири месеца касније, након чега је уследила званична независност Намибије и успјешно окончање UNTAG-а.